# Мильтенбергер, Майнрад
Ма́йнрад Ми́льтенбергер (нем. Meinrad Miltenberger; 6 декабря 1924, Хердекке — 10 сентября 1993, там же) — немецкий гребец-байдарочник, выступал за сборные ФРГ и Объединённой Германии на всём протяжении 1950-х годов. Чемпион летних Олимпийских игр в Мельбурне, двукратный чемпион мира, чемпион Европы, победитель многих регат национального и международного значения. Также известен как тренер и спортивный функционер.

## Биография
Майнрад Мильтенбергер родился 6 декабря 1924 года в городе Хердекке. В детстве занимался лёгкой атлетикой, но в возрасте семнадцати лет решил перейти в греблю на байдарках и каноэ. Проходил подготовку в местном каноэ-клубе Herdecker Kanu-Club 1925.
Во время Второй мировой войны был солдатом и воевал в Италии — получил ранение недалеко от Кортина-д’Ампеццо и попал в плен. По окончании войны вернулся на родину и продолжил занятия греблей.
Благодаря череде удачных выступлений удостоился права защищать честь страны на летних Олимпийских играх 1952 года в Хельсинки, стартовал здесь в зачёте одиночных байдарок на дистанции 1000 метров и в зачёте двухместных байдарок на дистанции 10000 метров вместе с напарником Карлом Хайнцом Шефером — в обоих случаях преодолел предварительные этапы и вышел в финал, однако в решающих заездах финишировал пятым и шестым соответственно, оставшись вдалеке от призовых позиций.
Первого серьёзного успеха на взрослом международном уровне Мильтенбергер добился в сезоне 1954 года, когда попал в основной состав западногерманской национальной сборной по гребле и побывал на чемпионате мира во французском Маконе, откуда привёз награды серебряного и золотого достоинства, выигранные в одиночках и двойках на пятистах метрах (в двойках его напарником был Эрнст Штайнхауэр).
Будучи одним из лидеров гребной команды ФРГ, благополучно прошёл квалификацию на Олимпийские игры 1956 года в Мельбурне, где представлял так называемую Объединённую германскую команду, собранную из спортсменов ФРГ и ГДР. На сей раз стартовал в километровой гонке байдарок-двоек в паре с Михелем Шойером и сумел обогнать всех своих соперников, в том числе ближайших преследователей — советский экипаж Михаила Каалесте и Анатолия Демиткова.
Став олимпийским чемпионом, Майнрад Мильтенбергер остался в основном составе западногерманской национальной сборной и продолжил принимать участие в крупнейших международных регатах. Так, в 1957 году он отправился представлять страну на чемпионате Европы в бельгийском Генте и в итоге дважды поднимался здесь на пьедестал почёта — выиграл серебряные медали в программе эстафеты одиночных байдарок 4 × 500 м и среди двоек на дистанции 500 метров. Год спустя выступил на мировом первенстве в Праге, где взял бронзу в двойках на пятистах метрах и одержал победу в эстафете, став таким образом двукратным чемпионом мира. Последний раз показал сколько-нибудь значимый результат на международной арене в сезоне 1959 года, когда выиграл эстафетную гонку на домашнем европейском первенстве в Дуйсбурге. Вскоре по окончании этих соревнований принял решение завершить карьеру профессионального спортсмена, уступив место в сборной молодым немецким гребцам.
Впоследствии работал учителем физкультуры и тренером по гребле на байдарках и каноэ, в течение нескольких лет являлся функционером Немецкой ассоциации каноэ. Был дважды женат. За выдающиеся спортивные достижения награждён орденом «За заслуги перед Федеративной Республикой Германия».
Умер 10 сентября 1993 года в родном Хердекке в возрасте 68 лет.